# 봄의 대곡선

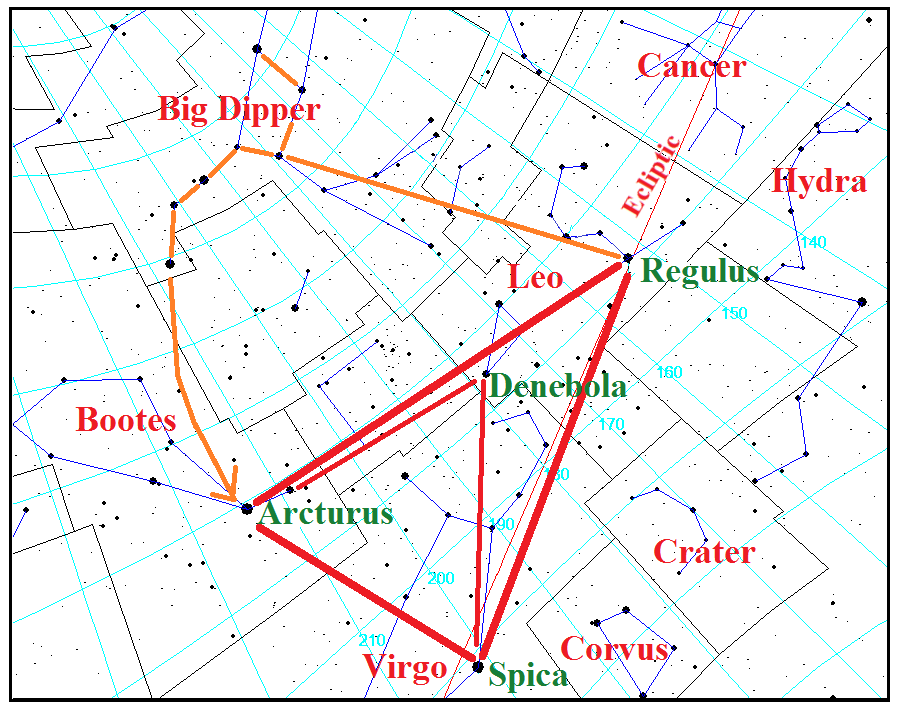
봄의 대삼각형

봄의 대곡선은 큰곰자리의 북두칠성에서 목동자리 α별 아르크투루스, 처녀자리 α별 스피카의 두 1등성으로 이어지는 곡선을 말한다.
아르크투루스, 스피카와 삼각형을 이루는 사자자리 β별 데네볼라(2.14 등성)를 묶어 봄의 대삼각형이라고 부른다.

## 같이 보기
- 여름의 대삼각형
- 가을의 대사각형
- 겨울의 대삼각형